# George Hadfield
George Hadfield (Firenze, 1763 – Washington, 5 febbraio 1826) è stato un architetto inglese, emigrato negli Stati Uniti d'America sul finire del XVIII secolo.

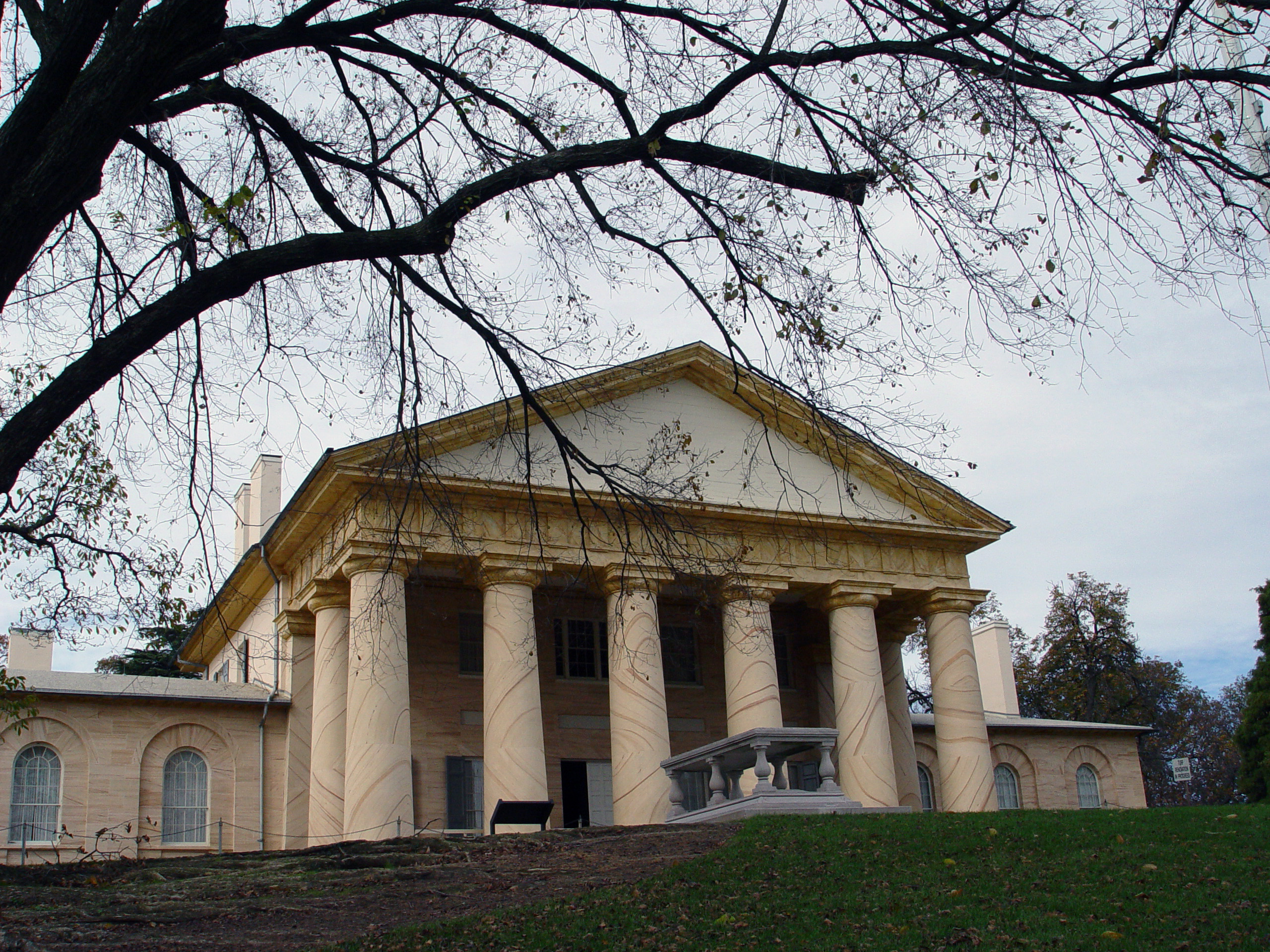
Casa Arlington

Nacque probabilmente a Firenze da genitori inglesi stabiliti nella capitale del Granducato di Toscana. Gli Hadfield gestivano tre notissime locande in Toscana, frequentate dagli aristocratici britannici durante il Grand Tour. Sua sorella maggiore, Maria, che sposò il miniaturista Richard Cosway, fu artista ed educatrice.
George Hadfield si formò a Londra e nel 1784 si aggiudicò la medaglia d'oro della Royal Academy of Arts.
Successivamente, dopo aver studiato alcuni anni in Italia, si trasferì negli Stati Uniti intorno al 1794.
A Washington DC, a partire dal 1795, prese parte alla realizzazione del Campidoglio, ma le sue proposte non ebbero molta fortuna.
Sempre nella capitale statunitense realizzò numerosi edifici di stampo neoclassico, come la City Hall, il Fuller's Hotel e, non distante dalla città, la Casa Arlington, in un significativo stile neogreco.